# Eklundska teatern

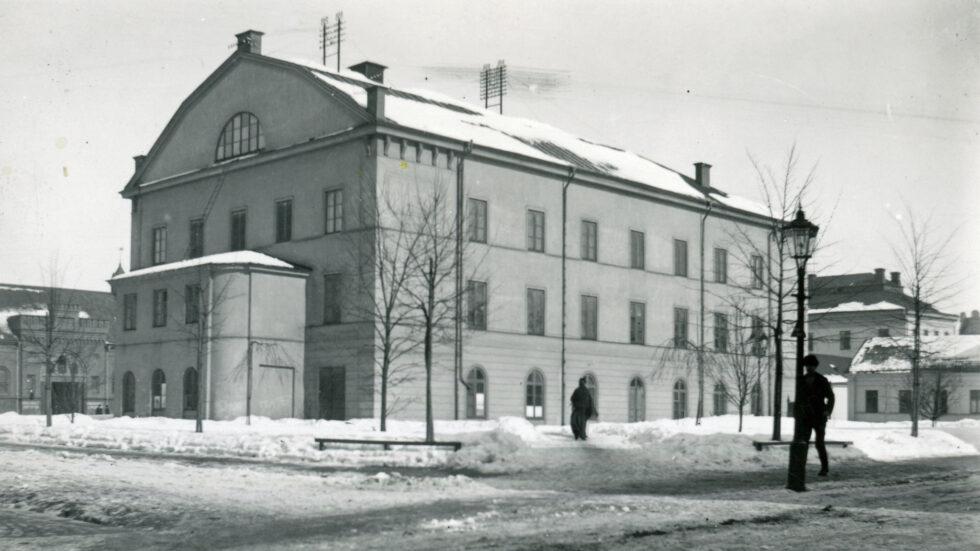
Eklundska teatern, 1902. Foto: Frida Östergren-Moberg

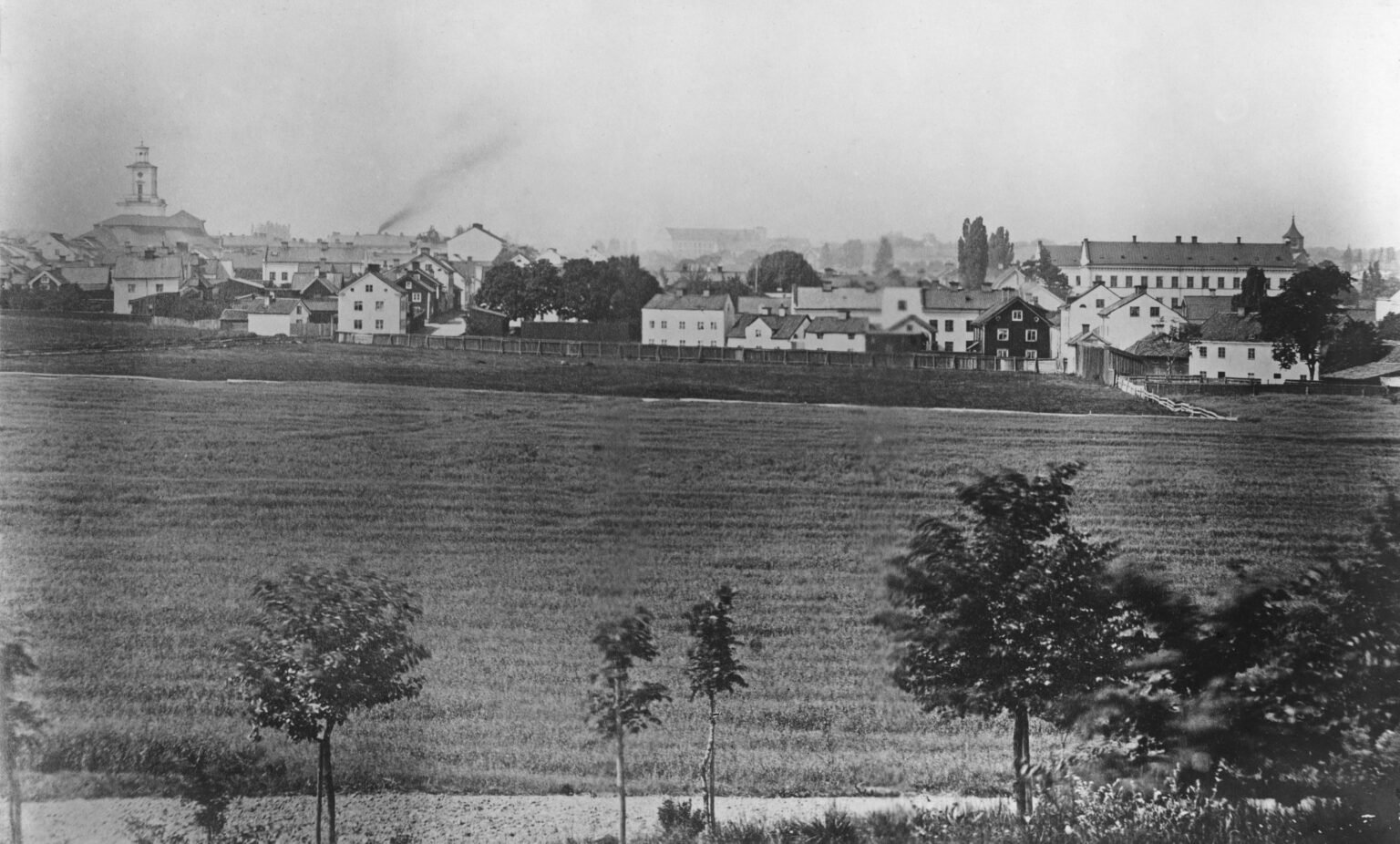
Utsikt från Syltberget västerut, med Tegelängen i förgrunden, 1864, motiv för Georg Albert Müllers ridåmålning

Eklundska teatern, från början Nya teatern, var en privatägd teater vid dåvarande Stallgatan, med den korta förbindelsegatan Teatergatan till Carl Johans torg i Norrköping. Den var i verksamhet mellan 1850 och 1903. Den finansierades av grosshandlaren Gustaf Eklund på mark som Norrköpings stad ställt till förfogande och inrymde 850 åhörare. 
Premiärdagen den 4 december 1850 spelades det danska dramat Den bergtagna, eller Systrarne på Kinnekulle, med musik av den finländske tonsättaren Konrad Greve.
I teatern uppförde resande teatersällskap lätta lustspel och operetter, men också pjäser av Henrik Ibsen och August Strindberg. Teatern satte också upp operaföreställningar och bland annat sjöng mezzosopranen från Norrköping Matilda Jungstedt i Orfeus i underjorden av Christoph Willibald Gluck.
Dekorationsmålaren Georg Albert Müller  målade en vy över Norrköping, utsikten från Syltberget, för teaterns ridå. De sparade handmålade kulisserna brann upp 2016 i ett lager på Händelö.
Teatern var byggd i trä. Den dömdes ut som brandfarlig och revs 1903, efter det att en stor teaterbrand i Chicago i USA 1903, med över 600 döda, hade riktat uppmärksamhet mot brandsäkerheten på teatrar. En nya teater, Stora teatern, också den på initiativ av ett privat teaterbolag, byggdes på samma plats och invigdes 1908.